# تراسار-ایکس
تراسار-ایکس (انگلیسی: TerraSAR-X) ماهواره راداری دیدبانی زمین و پروژه‌ای مشترک بین بخش دولتی و خصوصی است که با همکاری مرکز هوافضای آلمان و آستریوم انجام می‌شود. حقوق بهره‌برداری تجاری این پروژه در اختیار سرویس اطلاعات مکانی آستریوم است. ماهواره تراسار-ایکس در ۱۵ ژوئن ۲۰۰۷ به فضا پرتاب شد و از ژانویه ۲۰۰۸ بهره‌برداری از آن آغاز شد. این ماهواره به همراه ماهواره تن‌دم-ایکس که در ۲۱ ژوئن ۲۰۱۰ به فضا پرتاب شد، داده‌های مورد نیاز برای تهیه مدل رقومی ارتفاعی دنیا را تهیه می‌کند که یک مدل رقومی ارتفاع با پوشش جهانی و یکسان است و از سال ۲۰۱۴ در دسترس قرار گرفته است.